# (65685) Behring
(65685) Behring ist ein Asteroid des mittleren Hauptgürtels, der von den deutschen Astronomen Freimut Börngen und Lutz D. Schmadel am 10. Oktober 1990 am Observatorium Tautenburg (IAU-Code 033) im Thüringer Tautenburger Wald entdeckt wurde.
Der Asteroid gehört laut der AstDyS-2-Datenbank zur Zdenekhorsky-Familie, einer Gruppe von Asteroiden, die nach (3827) Zdeněkhorský benannt ist. Nach der SMASS-Klassifikation (Small Main-Belt Asteroid Spectroscopic Survey) wurde bei einer spektroskopischen Untersuchung von Gianluca Masi, Sergio Foglia und Richard P. Binzel bei (65685) Behring von einer dunklen Oberfläche ausgegangen, es könnte sich also, grob gesehen, um einen C-Asteroiden handeln.
Die zeitlosen (nichtoskulierenden) Bahnelemente von (65685) Behring sind fast identisch mit denjenigen von zwei möglicherweise größeren Asteroiden, wenn man von der Absoluten Helligkeit von 15,2 und 15,4 gegenüber 15,5 ausgeht: (111118) 2001 VZ87 und (152343) 2005 UW73.
Die Bahn von (65685) Behring wurde 2003 gesichert, so dass eine Nummerierung vergeben werden konnte. Der Asteroid wurde auf Vorschlag von Freimut Börngen nach dem deutschen Bakteriologen und Serologen Emil von Behring benannt, dem ersten Träger des Nobelpreises für Medizin (1901). Allgemeingültig wurde die Benennung des Asteroiden durch Veröffentlichung am 7. Januar 2004. Nach Emil von Behring war schon 1979 ein Mondkrater der südlichen Mondhemisphäre benannt worden: Mondkrater „von Behring“.